# Theloderma laeve
Theloderma laeve es una especie de anfibios de la familia Rhacophoridae endémicos de Vietnam. 